# Morro Reuter
Morro Reuter ist eine Gemeinde im südlichsten brasilianischen Bundesstaat Rio Grande do Sul. Die Stadt hat 6344 (Schätzung 2018) Einwohner, von denen etwa 70 % im Ort wohnen. Sie liegt etwa 60 Kilometer nördlich von Porto Alegre in der Serra Gaúcha. Vor der Selbständigkeit als Munizip war der Ort Morro Reuter Teil von Dois Irmãos, davor von São Leopoldo.

## Geographie
Morro Reuter grenzt (beginnend im Norden im Uhrzeigersinn) an Picada Café, Santa Maria do Herval, Sapiranga, Dois Irmãos, Ivoti und Presidente Lucena.
Das bergige teilweise mit Urwald bewachsene Gemeindegebiet steigt bis auf 700 Meter Höhe an. Von den Höhenlagen hat man beeindruckende Fernsichten.

## Geschichte
Die ursprünglichen indigenen Bewohner der Region waren Bugres, eine verächtliche Bezeichnung der Kolonisten für Kaingang oder Xokleng, deren Spuren man heute nur noch in von ihnen gegrabenen Höhlen sieht.
Der Reutersberg (der Name geht wahrscheinlich auf eine Herberge zurück, die von der Familie Reuter betrieben wurde) wurde seit 1829 von deutschen Kolonisten besiedelt. 1872 wurde die erste Schule erbaut. In der Isolation des Gebietes, das nur auf Eselsrücken erreichbar war, waren die Siedler auf sich gestellt. Sie schufen Gemeinschaftseinrichtungen und pflegten ihr deutsches Erbe. 1907 wurde die auf Ideen von Raiffeisen basierende Genossenschaftsbank Caixa Rural União Popular de São José do Herval gegründet. Ab 1938 und während des Zweiten Weltkriegs wurde unter Getúlio Dornelles Vargas der Gebrauch der deutschen Sprache immer mehr verboten.
In einem Plebiszit im November 1991 hat sich die Mehrheit der Bewohner dafür entschieden, ein eigenes Munizip zu bilden. Es besteht aus den zentralen Ortsteilen Belvedere und Linha Görgen sowie aus den Dörfern Walachai, São José do Herval, Picada São Paulo, Linha Cristo Rei, Fazenda Padre Eterno, Birckental, Frankental, Muckental und Batatental.

## Verkehr
1942 bekam Morro Reuter über die Bundesstraße von Porto Alegre nach Caxias do Sul Anschluss an das Straßennetz. Die Straße wurde 1956 asphaltiert.
Morro Reuter liegt an der Ferienstraße Rota Romântica.